# گورستان دیندارلو
قبرستان دیندارلو مربوط به دوره قاجار است و در شهرستان شیراز، بخش مرکزی، شهر داریون، داخل روستای دیندارلو در 33 کیلوکتری از جنوب غربی شهر شیراز واقع شده و این اثر در تاریخ ۳۰ بهمن ۱۳۸۶ با شمارهٔ ثبت ۲۰۸۶۷ به‌عنوان یکی از آثار ملی ایران به ثبت رسیده است.شغل اصلی مردم روستای دیندارلو کشاورزی و دامپروری می باشد .